# 차오 벨라 칭케티
차오 벨라 칭케티(チャオ ベッラ チンクエッティ, Ciao Bella Cinquetti)는 일본의 4인조 여성 아이돌 그룹이다. 소속 사무소는 업프런트 크리에이트(업프런트 그룹). 전 그룹명은 THE 폿시보(THE ポッシボー)이다. 전 약칭은 폿시(ポッシ)이며, 2018년 8월 2일을 기해 그룹을 해산했다.

## 멤버
- 모로즈카 카나미 (諸塚香奈実, 1989년 11월 1일 - ) - 최연장자
- 하시모토 아이나 (橋本愛奈, 1992년 10월 3일 - ) - 서브리더
- 오카다 로빈 쇼코 (岡田ロビン翔子, 1993년 3월 15일 - ) - 리더
- 고토 유키 (後藤夕貴, 1993년 6월 12일 - )

### 전 멤버
- 오오세 카에데 (大瀬楓, 1991년 4월 29일 - )
  - 2009년 6월 15일 활동 휴지, 동년 8월 22일에 졸업. 2014년 현재, 해외 유학에서 귀국.
- 아키야마 유리카 (秋山ゆりか, 1992년 10월 19일 - )
  - 2015년 8월 10일자로 졸업[1].

## 개요

### 결성 ~ 하로프로 졸업까지
2006년 8월 2일 ~ 16일에 행해진 무대「층쿠♂ 타운 THEATER」(현 층쿠♂THEATER) 개양 공연 제1탄 토키토 아미 단장 공연「CRY FOR HELP! ~우주 스테이션 가까이의 매점에서∼」에서 이것에 출연하는 하로프로에그의 모로즈카 카나미, 하시모토 아이나, 아키야마 유리카의 3명이서 결성했다(정식적 결성일은 무대의 첫날인 8월 2일이 되고 있다). 덧붙여 이 3명은 동년 4월 1일에 나카노 선플라자에서 행해진 시동의 라이브「토키토 아미 첫 라이브'06 봄 ~더 나카노 선플라자~」에서 하로프로에그의 오오세 카에데(후에 THE 폿시보에 가입), 사와다 유리 및 모리 사키의 6명이서 출연하고 있다.
그 후, 오카다 로빈 쇼코(가입 당초는 스튜카스 로빈 쇼코) 및 고토 유키가 각각 더해져, 현재에 이른다.
인디즈로의 CD의 발매나 이벤트등의 활동을 실시하는 한편으로, 2007년 1월 27일 · 28일에 행해진 헬로! 프로젝트(이하 하로프로)의 콘서트「Hello! Project 2007 Winter ~집결! 10th Anniversary ~」에 있어서 THE 폿시보로서 출연해, 이후, 신인 공연이나 동년 여름의 하로프로의 콘서트에 출연하는 등, 하로프로로서의 활동도 가고 있었지만, 동년 10월 1일에 하로프로에그를 졸업해, 캬나리클럽과 함께 NICE GIRL 프로젝트!에 소속하는 일이 되었다.

### 「리얼 에어 밴드」
이른바「아테후리(あてぶり)」를「리얼 에어 밴드」라고 칭하고 있다. 담당 악기는 이하와 같다.
- 드럼 - 오오세 카에데
- 베이스 - 하시모토 아이나
- 리드 기타 - 아키야마 유리카
- 사이드 기타 - 고토 유키
- 키보드 - 모로즈카 카나미
- 메인 보컬 - 오카다 로빈 쇼코

「HAPPY 15」,「러브 메세지!(ラヴメッセージ!)」,「가족에게의 편지(家族への手紙)」의 PV를 시작으로 하고, 이벤트나 라이브에서도 스테이지에 악기를 세팅해 피로하고 있다. 어디까지나 연주하고 있는 체로 실제의 연주와는 멀다. 오오세는 간단한 드럼 다루기는 할 수 있는 것 같고, 전 THE BLUE HEARTS의 카지와라 테츠야로부터 드럼의 지도를 받아, 이벤트에도 등장해 연주한 일이 있다.

## 약력
2006년
- 4월 1일, 나카노 선플라자에서 행해진 토키토 아미의 라이브「토키토 아미 첫 라이브'06 봄 ~더 나카노 선플라자~」에서 모로즈카 카나미, 오오세 카에데, 사와다 유리, 아키야마 유리카, 하시모토 아이나 및 모리 사키의 6명이 출연했다.
- 8월 2일 ~ 16일, 아키하바라의 이시마루 전기 SOFT 2로 행해진「층쿠♂ 타운 THEATER」개양 공연 제1탄 토키토 아미 단장 공연「CRY FOR HELP! ~우주 스테이션 가까이의 매점에서~」에 토키토 아미, 야구치 마리와 함께 출연.
- 8월 18일, Shibuya O-West로 행해진「토키토 아미 라이브'06 여름 ~추석 새벽 하이퍼 GIG~」에 출연.
- 8월 20일 · 22일, 아키하바라 UDX로 행해진「집수낭대집합!」에 출연.
- 8월 21일, Shibuya DUO로 행해진 아이돌 이벤트「시부야 여름 축제」에 출연.
- 8월 22일, 공식 블로그 개시(개설은 같은 달 18일).
- 8월 25일, 공식생 사진의 통신 판매를 개시.
- 8월 28일, 층쿠♂ 디너 쇼로 상품 판매를 담당.
- 9월 17일, 이시마루 전기 SOFT 2로 행해진 이벤트「Aiai Music Carnival vol.10」에 출연.
- 9월 20일, 이시마루 전기의 홍보잡지「ISHIMARU DASH」의 10월호에 그라비아나 인터뷰등이 게재되고 다음일이 밝혀졌다:

- 오오세 카에데가 신멤버로서 더해졌다.
- 10월 말에 CD 데뷔한다.
- CD 데뷔까지 한층 더 신멤버가 더해질 예정이다.

- 9월 23일, 선 스트리트 카메이도에서 행해지는 이벤트「Sunst Music Jack!」에 출연(10월 28일에 출연).
- 10월 1일, 스튜카스 로빈 쇼코가 새롭게 참가하는 일을 공식 블로그로 발표.
- 10월 6일, 고토 유키가 새롭게 참가하는 일을 공식 블로그로 발표했다.
- 10월 22일, 스튜카스 로빈 쇼코가 예명 오카다 로빈 쇼코에, 오오세 카에데 공식 닉네임이「카에뿅(かえぴょん)」으로 변경 발표. 1st 싱글「ヤングDAYS!!」초회반 발매. 인디즈 데뷔.
- 11월 1일, 1st 싱글의「ヤングDAYS!!」의 초회반이 SOLD OUT가 된 일이 사이트상에서 발표되었다.
- 11월 19일, 1st 싱글「ヤングDAYS!!」통상반 발매.
- 11월 하순,「THE 폿시보 이시마루 전기 각 점 뛰어 돌아다녀 투어」라고 이름을 붙인 인 스토어 (in-store) 이벤트를 실시했다.

- 23일, 니가타점(오오세 카에데, 오카다 로빈 쇼코, 고토 유키)
- 25일, SOFT1
- 26일, 츠쿠바점 (아키야마 유리카, 오오세 카에데, 고토 유키) · 요코하마점 (하시모토 아이나, 모로즈카 카나미, 오카다 로빈 쇼코)

- 12월 3일, Shibuya O-West로 행해진「토키토 아미 라이브'06 동 I'm a lady ~속상한 나의 Xmas~」에 출연.
- 12월 10일, 2nd 싱글「初恋のカケラ」발매(전국 발매).
- 12월 중순,「初恋のカケラ」인 스토어 (in-store) 이벤트를 개최.

- 9일, 이시마루 전기 SOFT2
- 10일, 이시마루 전기 나리타점 · 요코하마점 (아키야마 유리카, 오오세 카에데, 오카다 로빈 쇼코)
- 16일, 이시마루 전기 SOFT2, 요코하마 잭몰 (하시모토 아이나, 모로즈카 카나미, 고토 유키)

- 12월 24일, 이시마루 전기 AKIba station PLAza 전에 닛폰 방송「자선 뮤직 쇼」의 모금 활동을 실시했다.
- 12월 하순, 「싱글V「ヤングDAYS!!」발매 기념!~2006 파이널」이라고 이름을 붙인 이시마루 전기로의 인스토어(in-store) 이벤트를 실시했다.

- 30일, SOFT1…HOP!!
- 31일, SOFT2…STEP!! (토크쇼) · SOFT2…JUMP!!

2007년
- 1월 2일, Hello! Project 2007 Winter ~원더풀 하츠 오토메Gocoro~에서 처음으로 하로프로에그와 별로 THE 폿시보로서 소개된다.
- 1월 27일, Hello! Project 2007 Winter ~집결! 10th Anniversary~에서 「ヤングDAYS!!」의 노래 피로.
- 1월 중순 ~ 2월 상순,「初恋のカケラ」DVD 발매 기념 인스토어(in-store) 이벤트를 실시했다.

- 1월 20일, 이시마루 전기 SOFT2 (오오세는 결석)
- 2월 3일, 이시마루 전기 SOFT2 (하시모토 아이나, 모로즈카 카나미, 고토 유키)
- 4일, 이시마루 전기 미토점 (아키야마 유리카, 오오세 카에데, 오카타 로빈 쇼코)

- 2월 18일, 3rd 싱글「主食=GOHANの唄」발매.
- 2월 중순,「主食=GOHANの唄」발매 기념 인 스토어(in-store) 이벤트를 실시했다.

- 14일, 이시마루 전기 SOFT1
- 17일, 아스날 카나야마
- 18일, 라그나 카마코오리

- 3월 14일, 1st 앨범「①Be Possible」발매.
- 5월 9일, DVD 「THE ポッシボー シングルVクリップス①」발매.
- 5월 13일, 토키토 아미 with THE 폿시보(오오세 카에데 · 모로즈카 카나미) 명의의 싱글「TAWAWA 夏ビキニ」발매.
- 5월 16일, 시부야 C.C.Lemon 홀에서 개최된「제1회 헬로! 프로젝트 신인 공연 지난의 각 · 새의 각」에 하로프로에그와 미츠이 아이카, 쥰쥰, 링링 (이상 모닝구무스메。), 아리하라 칸나 (℃-ute)와 함께 출연.
- 6월 30일, 시부야 C.C.Lemon 홀에서 개최된 갸루루의 신곡 발매 기념 무료 콘서트에 응원 게스트로서 걸 메이크에서 출연.
- 8월 26일, 요코하마 BLITZ에서 행해진「2007 헬로! 프로젝트 신인 공연 8월 ~요코하마에서 만납시다∼」에 하로프로에그와 함께 출연.
- 9월 22일 ~ 24일, 전국 전기 통신 노동조합 홀에서 개최된「층쿠♂ THEATER」제4탄「아아 여자 합창부 ~영광의 파편∼」에 출연.
- 10월 1일, 하로프로에그를 졸업해, NICE GIRL 프로젝트!에 소속.
- 10월 15일, 웹 코믹잡지「FlexComix 블래드」에서 만화「THE 폿시보 ~로빈과 마법의 에이프런~」연재 개시.

2008년
- 3월 30일, 요코하마 BLITZ에서「THE 폿시보 첫 단독 라이브 2008 봄 ~요코하마☆사랑의 캐치볼~」를 개최.
- 8월 9일 · 12일 · 13일,「'08 여름 나이스 걸 프로젝트! 이모셔널 라이브 ~미라클 섹시 다이너마이트~」를 캬나리클럽과 함께 갔다.

- 9일, 도쿄 후생연금 회관
- 12일, 오사카 후생연금 회관 예술 홀
- 13일, 나고야 다이아몬드 홀

- 9월 20일 · 23일 · 27일, 첫 단독 투어「THE 폿시보 라이브 투어 2008 가을 ~SEXY 제너레이션~」를 실시했다.

- 20일, 아카사카 BLITZ
- 23일, 코베 윈터 랜드
- 27일, 나고야 다이아몬드 홀

2009년
- 6월 4일, 오오세 카에데가 THE 폿시보를 졸업하는 것을 발표해, 8월 22일에 NICE GIRL 프로젝트! 라이브를 마지막으로 THE 폿시보 및 NICE GIRL 프로젝트를 동시 졸업.

2010년
- 6월 12일, 기후시 산업 회관에 있어서의, 진가박에서 이벤트 출연.

2012년
- 8월 29일, 음반 레이블을 빅터 엔터테인먼트로 이적. 제1장 싱글「なんじゃこりゃ?!」를 발매.

2015년
- 4월 7일, 4월 1일자로 소속사를 업프런트 크리에이트로, 음반 레이블을 업프런트 워크스의 피콜로타운(PICCOLO TOWN)으로 이적을 발표.
- 7월 8일에 발매되는 싱글「表参道／二子玉川／Never Never Give Up」에서 새 그룹명「차오 벨라 칭케티(チャオ ベッラ チンクエッティ)」로 개명되었다[2][3].
- 8월 10일, 아키야마 유리카가 졸업[1].

2018년
- 4월 24일, 그룹 결성 12주년의 날 8월 2일에 토요스 PIT에서 햄해진 단독 라이브로 인해 해산하는 것을 공식 발표했다[4].
- 8월 2일, 토요스 PIT에서 행해진 단독 라이브로 인해 해산. 졸업한 오오세와 아키야마가 등장했다. 그룹 결성부터 12년의 역사가 막을 내렸다.

## 음악

### 싱글
인디즈 (THE 폿시보 명의)
1. ヤングDAYS!! (2006년 10월 22일 (초회반) / 2006년 11월 19일 (통상반))
2. 初恋のカケラ (2006년 12월 10일)
  - 커플링 : あなたに夢中
3. 主食 = GOHANの唄 (2007년 2월 18일)
  - 커플링 : そよ風のくちづけ
4. 夏のトロピカル娘。(THE 폿시보 featuring 아키야마 유리카 · 하시모토 아이나) (2007년 6월 13일)
  - 커플링 : 旅の真ん中
5. 金魚すくいと花火大会 (THE 폿시보 featuring 오카다 로빈 쇼코 · 고토 유키) (2007년 6월 13일)
  - 커플링 : GOOD NIGHT SONG
6. 風のうわさ (2007년 8월 1일)
  - 커플링 : ランチ = おべんとうの唄
7. HAPPY 15 (2007년 11월 7일)
  - 커플링 : 和食美人
8. ラヴメッセージ! (2008년 2월 20일)
  - 커플링 : 卒業式 〜大人になる1ページ〜 (우정출연 캬나리클럽)

메이저 (THE 폿시보 명의)
1. 家族への手紙 (2008년 4월 30일)
  - 커플링 : NANANA 女道
2. いじわる Crazy love (2008년 8월 6일)
  - 커플링 : 恋のRung Rung パラダイス / Dream More Dreams! (통상반만)
3. 幸せの形 (2009년 1월 7일)
  - 커플링 : 愛のエナジー
    - 오오세 카에데 마지막 참가 싱글
4. Family〜旅立ちの朝〜 (2009년 9월 9일)
  - 커플링 : サヨウナラなんて
5. 私の魅力／LOVE2パラダイス (2010년 10월 6일)
  - 양 A면 싱글. 커플링 곡은 없음.
6. なんじゃこりゃ?! (2012년 8월 29일)
  - 커플링 : 永遠ファイヤーボール
7. 全力バンザーイ! My Glory! (2013년 4월 10일)
  - 커플링 : Blossom～だからね 絶対だよ。/ さぁ来い! ハピネス! (통상반만)
8. 乙女! Be Ambitious! (2013년 9월 11일)
  - 커플링 : さくら
9. 勇気スーパーボール (2014년 3월 26일)
  - 커플링 : Do Me! Do! (통상반만) / 人生はパーリィー!だぁー! (타입 A만) / 幸せの天秤 (타입 B만) / Nasty! (타입 C만) / 全力で愛してねッ…! (타입 D만)

메이저 (차오 벨라 칭케티 명의)
1. 表参道／二子玉川／Never Never Give Up (2015년 7월 8일)

- 트리플 A 사이드 (A면) (초회생산한정반 · 통상반) / 커플링 : 表参道 (アカペラVer.) feat.아키야마 유리카 (통상반 A만) / 表参道 (アカペラVer.) feat.오카다 로빈 쇼코 (통상반 B만) / 表参道 (アカペラVer.) feat.고토 유키 (통상반 C만) / 表参道 (アカペラVer.) feat.하시모토 아이나 (통상반 D만) / 表参道 (アカペラVer.) feat.모로즈카 카나미 (통상반 E만)
  - 그룹명 개명 후 첫 싱글
  - 아키야마 유리카 마지막 참가 싱글

1. どうしよう、わたし／一期一会 (2016년 1월 27일)

- 양 A면 (초회생산한정반 · 통상반) / 커플링 : 愛のドタン場 第6感に嫌な予感!? 悲しみに暮れる…ロビンVer. (통상반 A만) / 愛のドタン場 好きだから信じてた!? 涙に揺れる…ごとぅーVer. (통상반 B만) / 愛のドタン場 壊れそうなガラスのハート!? 悩める女子…はしもんVer. (통상반 C만) / 愛のドタン場 何回でも何度でも!? 幸せはどこ?…もろりんVer. (통상반 D만)

1. ハイテンション! 我っが人生!／轍 (2017년 8월 2일)

- 양 A면 (초회생산한정반 · 통상반) / 커플링 : ハイテンション! 我っが人生! (なんちゃってサンバmix) (통상반만)

콘서트 회장 한정 (THE 폿시보 명의)
1. 幸せ花火ゴッゴッGOーッ! 〜ぶちのめせ!大ピンチ!〜 (2011년 11월 25일)
2. 希望と青春のヒカリ 〜カモン!ピカッ!ピカッ!〜 (2012년 1월 15일)
3. 桜色のロマンチック (2012년 2월 25일)
4. 全力バンザーイ! My Glory! (2012년 12월 19일)

콜라보레이션
1. 宇宙（そら）から 〜CRY FOR HELP!〜 (2006년 7월 12일) - 토키토 아미와 나오고 있는 사람 (아키야마 유리카, 하시모토 아이나가 참가) 명의
2. TAWAWA 夏ビキニ (2007년 5월 16일) - 토키토 아미 with THE 폿시보 (모로즈카 카나미) 명의
3. やべ〜なべ〜な 圧力ベ〜ナ〜 (2010년 6월 2일) - THE 폿시보 with 닛테레 (후지이 타카시 & 츠바키 오니야코) 명의
4. 舞台 ふしぎ遊戯 オリジナル・サウンドトラック (2011년 3월 16일) - THE 폿시보 (하시모토 아이나 · 아키야마 유리카), 히라노 료 명의
5. 無限、Fly High!! (2014년 9월 17일) - 팀 마켄키 (THE 폿시보ｘ업업걸즈(가)ｘ킷카와 유우) 명의

### 착신 싱글
메이저 (차오 벨라 칭케티 명의)
1. 何度も 何度も... (2017년 12월 20일)
  - 커플링 : LOVE! 妄想ラプソディー♪

### 앨범
1. ① Be Possible! (2007년 3월 14일)
2. ②幸せの証 (2012년 3월 28일)
3. 1116 (2014년 9월 3일)
4. Alive 4 U!!!! (2016년 8월 3일)

### 베스트 앨범
1. 究極のTHE ポッシボー ベストナンバー集① (2008년 9월 17일)
2. あらためまして、THE ポッシボーです! ～入門編ベスト～ (2013년 2월 20일)

### 미니 앨범
1. 6年目スタート! (2011년 8월 31일)

### 참가 앨범
1. 恋のRung Rung パラダイス (2009년 7월 29일,「리듬 천국 골드 국내판 해외판 전 보컬집」에 수록)
2. I love you 私の君 (2011년 8월 24일,「모두의 리듬 천국 전곡집」에 수록)
3. プレイボール (2012년 3월 21일, THE 폿시보 & 오가와 마나의 명의로 미카게 마사히데 with 라즈라이크에어와의 싱글「プレイボール」에 수록)
4. 「Dream Comes True」feat. THE ポッシボー (2014년 11월 12일, TACOS NAOMI의「WORKS」에 수록)

### DVD/Blu-ray

#### 싱글V
1. 싱글V「ヤングDAYS!!」(2006년 12월 30일)
2. 싱글V「初恋のカケラ」(2007년 1월 21일)
3. 싱글V「主食=GOHANの唄」(2007년 2월 25일)
4. 싱글V「夏のトロピカル娘。」(2007년 7월 11일)
5. 싱글V「金魚すくいと花火大会」(2007년 7월 11일)
6. 싱글V「風のうわさ」(2007년 9월 12일)
7. 싱글V「HAPPY 15」(2007년 12월 5일)
8. 싱글V「ラヴメッセージ!」(2008년 3월 12일)
9. 싱글V「なんじゃこりゃ?!」(2012년 10월 20일)

#### PV집
1. THE ポッシボー シングルVクリップス① (2007년 5월 9일)
2. THE ポッシボー シングルVクリップス② (2008년 12월 3일)
3. 全力バンザーイ! My Movie! (2014년 7월 23일)

#### 콘서트
1. ライブ'07春 〜ぁみコレ ポッシコレ〜 (2007년 9월 19일)
2. THE ポッシボー ライブドキュメントDVD-2008.3.30横浜BLITZ〜横浜☆恋のキャッチボー〜初単独ライブへの道 (2008년 5월 17일)
3. THE ポッシボー 2008秋〜SEXY ジェネレーション〜 (2009년 1월 30일)
4. THE ポッシボー 単独ライブ2012 幸せの証 (2012년 5월 27일)
5. THE ポッシボー 東名阪ライブツアー2013勝負 ～合計2222名動員でサンプラ押さえっ!!～ (2013년 10월 23일)
6. 祝THE ポッシボーJapanツアー2014～8年かかりましたわ～FINAL (2015년 3월 4일 DVD / Blu-ray)

#### 솔로 DVD
1. THE ポッシボー 5周年記念DVD「五年熟成」もうすぐアダルトゥ 後藤夕貴DVD (2011년 6월 8일)
2. THE ポッシボー 5周年記念DVD「五年熟成」ビキニとれちゃいました 岡田ロビン翔子DVD (2011년 6월 15일)
3. THE ポッシボー 5周年記念DVD「五年熟成」完全アウト! 橋本愛奈DVD (2011년 6월 29일)
4. THE ポッシボー 5周年記念DVD「五年熟成」もっとモロモロOK! 諸塚香奈実DVD (2011년 7월 6일)
5. THE ポッシボー 5周年記念DVD「五年熟成」あっきゃんBuchu 秋山ゆりかDVD (2011년 7월 13일)

#### 그 외
1. 初めての水着 DE ポッシボー! in OKINAWA (2008년 3월 21일)
2. バリバリ水着 DE ポッシボー 〜Aチーム〜 (2008년 9월 26일) - 모로즈카, 아키야마, 오카다
3. バリバリ水着 DE ポッシボー 〜Bチーム〜 (2008년 9월 26일) - 오오세, 하시모토, 고토
4. THE ポッシボー5周年記念DVD「五年熟成」(2011년 8월 2일)
5. Cheerfu11y (2012년 1월 18일)

## 출연

### 텔레비전
- 층튜브♂ (2011년 9월 24일, TOKYO MX)
- 슈퍼 키즈 댄스 TV (TwellV) - 하시모토 아이나가 담당.
- 잠 못 이루는 거리의 아시아 프린스 (2011년 5월 26일 ~ 9월 29일, 니혼테레비)

### 라디오
- THE 폿시보 로빈과 캬나리클럽 이쿠치의 폿시 꺄인? (2008년 4월 1일 ~ 2011년 4월 2일, CBC 라디오) - 오카다 로빈 쇼코가 담당.
- 폿시와 캬나의 나이스 키스 (2008년 9월 6일 ~ 2009년 7월 25일, Kiss-FM KOBE) - 하시모토 아이나가 담당.
- 밤은 아직! 전력 라디오!! (2013년 4월 3일 ~ 2014년 6월 25일, FM 후지)
- 60TRY부 (2014년 9월 30일 ~ , RF라디오닛폰) - 오카다 로빈 쇼코와 후쿠다 카논이 격주로 담당( ~ 2015년 11월 24일).
- i Meet Up! THE 폿시보! 하시몽과 거의 유쾌한 폿시들! (2014년 10월 5일 ~ 2015년 3월 29일, Nack5) - 하시모토 아이나가 담당.
- 차오 벨라 칭케티! 챌린지 포 No.1! (2015년 7월 18일 ~ 2016년 6월 18일, 라디오 닛케이 제1) - 하시모토 아이나가 담당.

### 넷 전달
- THE 폿시보 니코니코 생중계 (니코니코동화, 2009년 1월 9일)
- 【폿시쨩】폿시보 회의 (니코니코동화, 2013년 4월 ~ 2015년 2월 25일)
- DeNA Showroom (DeNA, 2014년 5월 12일 ~ 2018년 7월 30일)

## 서적

### 사진집
- ドキ★ドキ★ポッシボー (2007년 7월 12일, 카켄켄큐샤) ISBN 978-4-05-403535-5
- キャピ♥キャピ♥ポッシボー (2007년 7월 12일, 카켄켄큐샤) ISBN 978-4-05-403534-8
- バリバリ水着 DE ポッシボー! (2008년 8월 25일, 사이부캰) ISBN 978-4-7756-0326-0

### 솔로 사진집
- 아키야마 유리카 1st 솔로 사진집「あっきゃんべー」(2009년 6월 25일, 카켄켄큐샤)
- 오카다 로빈 쇼코 1st 솔로 사진집「ロビンの証拠」(2010년 3월 26일, 카켄켄큐샤) ISBN 978-4-7756-0469-4

### 만화
- THE 폿시보 ~로빈과 마법의 에이프런~ (2008년 6월 첫 판) ISBN 978-4-7973-4877-4

## 같이 보기
- 헬로! 프로젝트
- 캬나리클럽
- 팀 마켄키